# Nils Djurklou (1775–1826)
Nils Adolph Djurklou, född 14 mars 1775, död 19 juni 1826 i Stockholm, var en svensk friherre och militär, som under händelserna som ledde till det "fersenska mordet" förbjöd sina soldater i Svea livgarde att försvara den svårt misshandlade Axel von Fersen, då denne sökte skydd bland dem.

## Biografi
Djurklou blev antagen till krigstjänst 1779 och befordrades 1782 till fänrik vid Svea livgarde, där han också blev löjtnant 1796 och kapten 1803. Samma år blev Djurklou även kavaljer hos prinsessan Sofia Albertina och 1810 befordrades han till major vid Svea livgarde. 1815 befordrades Djurklou till överste i armén och 1820 till generaladjutant. Djurklou var även riddare av Svärdsorden. Nils Djurklou avled ogift 1826 i Stockholm.  

### Mordet på Axel von Fersen
Under kronprins Karl Augusts begravningståg genom Stockholm den 20 juni 1810 blev riksmarskalk Axel von Fersen attackerad av en pöbel, som misstänkte Fersen och dennes syster, Sophie Piper, för att ha giftmördat kronprinsen. Efter att Fersen fått sin vagn överöst av stenar och räddats av fanjunkaren Bartholin och förts till Hultgrenska huset, bestämdes det att Fersen skulle ledas ut och genom folkmassan av general Isaac Lars Silfversparre. I folkmassan förlorat han greppet om Silfversparres arm och blev åter misshandlad, varvid Fersen bad om hjälp av general Eberhard von Vegesack, som också försökte hjälpa Fersen, men dennes häst stegrade sig och därmed förlorade Fersen greppet om tyglarna. På Riddarhustorget stod Svea livgarde uppställt med för fot gevär och Fersen fördes av Ehrengranat mot soldaterna, till vilka Fersen ropade: "Gossar, fräls mig." Fersen sprang in mellan de uppställda leden och några av soldaterna försökte till en början hjälpa von Fersen genom att rikta bajonetterna mot folkmassan, men major Djurklou, som förde befälet över manskapet, gav order att soldaterna skulle falla tillbaka in i leden, vilket skedde. Ehrengranat försökte förmå Djurklou och major Carl Lovisin att undsätta Fersen, men dessa hade endast svarat att de inte hade order till det och samtidigt yttrade Lovisin att det var olyckligt att soldaterna inte hade sina gevär laddade. Kort tid efter detta låg Axel von Fersen ihjälslagen på Riddarhustorget och ingenting hade gjorts av Djurklou för att rädda honom. 
I den följande rättegången mot de utpekade ansvariga för mordet på riksmarskalken blev Djurklou helt friad från misstanke om tjänstefel.